# Metachroma bridwelli
Metachroma bridwelli är en skalbaggsart som beskrevs av Blake 1970. Metachroma bridwelli ingår i släktet Metachroma och familjen bladbaggar. Inga underarter finns listade i Catalogue of Life.